# Camp Slaughter
Camp Slaughter, originariamente pubblicato come Camp Daze, è un film horror del 2005 a basso budget, distribuito da Lightning Home Entertainment Productions e Screamkings Production. È stato diretto da Alex Pucci interpretato da Kyle Lupo, Matt Dallas, Eric McIntire, Jon Fleming, e Betania Taylor.

## Trama
Un gruppo di ragazzi si ferma durante la guida su una strada forestale. Dopo una notte inquietante da soli nei boschi, si imbattono in Camp Hiawatha pieno di adolescenti apparentemente felici. Tuttavia, i ragazzi e lo stesso campo sono stranamente intrappolati nel 1981. I vestiti, la musica, i capelli, e gli atteggiamenti sono 24 anni indietro nel tempo. I campeggiatori sono costretti a rivivere lo stesso giorno e la notte più e più volte. I ragazzi del tempo attuale cercano di capire e di aiutare i ragazzi del 1981 a liberarsi della maledizione e cominciano a lavorare insieme per conoscere i diversi mondi da cui provengono e per capire cosa bisogna fare per sopravvivere.

## Personaggi e interpreti
- Kyle Lupo, Daniel
- Matt Dallas, Mario
- Eric McIntire, Vade
- Jon Fleming, Ivan
- Bethany Taylor, Michelle
- Brendan Bradley, Paul Marq
- Jim Hazelton, Lou